# سيارة مصفحة (عسكرية)

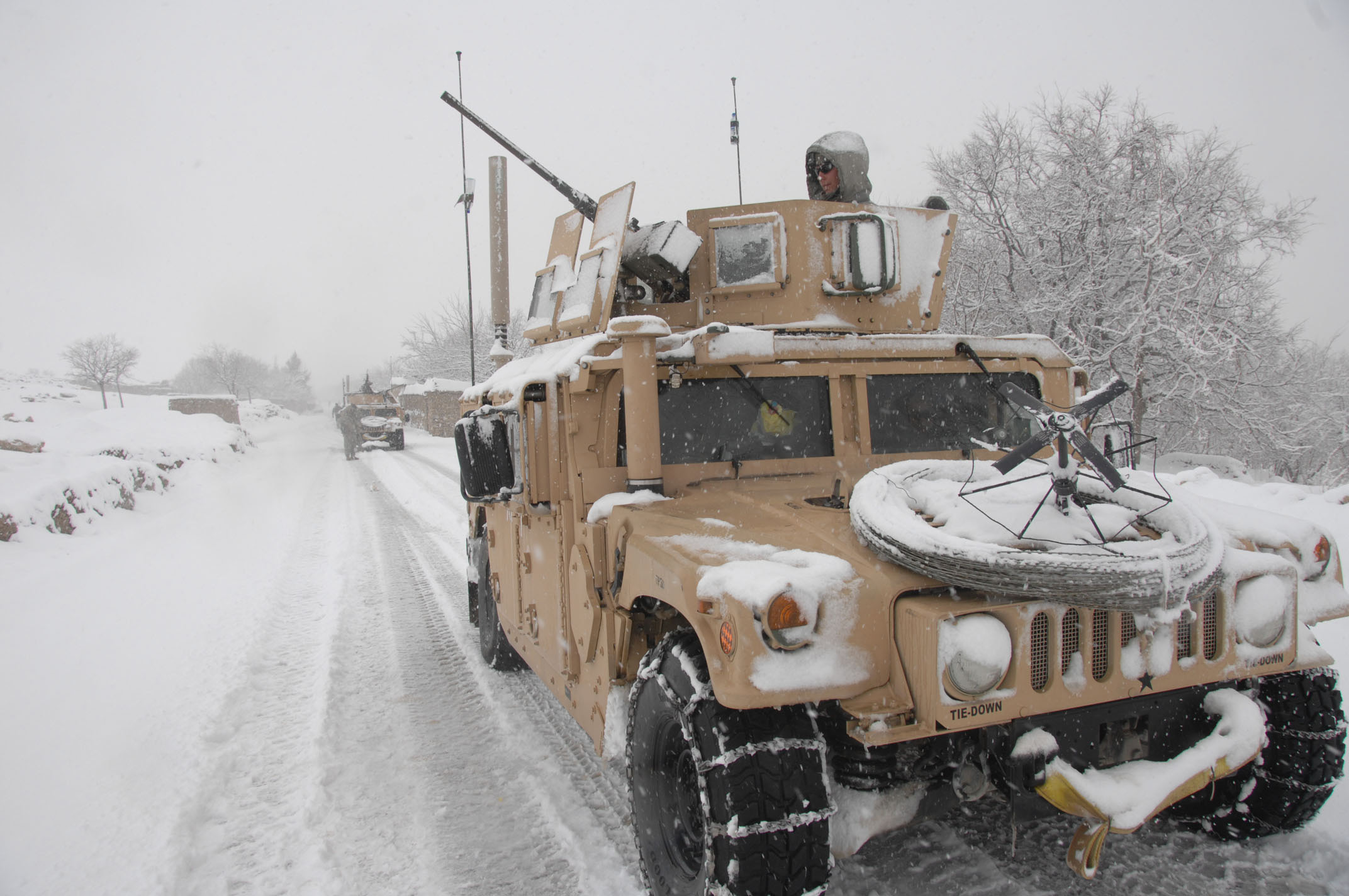
مصفحة للجيش الأمريكي في أفغانستان

سيارة مصفحة تعرف أيضا بـ عجلة مصفحة وعربة مصفحة وآلية مصفحة هي مركبة عسكرية مدولبة خفيفة التدريع، وهي أخف تدريعا من مركبات القتال المدرعة، تمتلك السيارات المصفحة سرعة عالية إذا ما قورنت مع الآليات المجنزرة كما إن درعها أقل سماكه ووزنها أخف، وهي عادة ما تستخدم لمهام القيادة والسيطرة أو الاستطلاع، وتتميز عن باقي المركبات العادية بتدريعها وتسليحها وتزويدها بإمكانيات خاصة للقيام بالمهمات الحربية.
أنتجت أول سيارة مصفحة في المملكة المتحدة عام 1902 وقد درعت بدرع تبلغ سماكته 9 ملم لتوفير الحماية ضد الرصاص والشظايا، كما زودت بمحرك بقوة 16 حصان يعطي سرعة تصل إلى 14.5 كم/س وسلحت برشاشين، لاحقاً شهدت الحرب العالمية الأولى ظهور العديد من أنواع السيارات المصفحة.

## سيارات عسكرية مصفحة

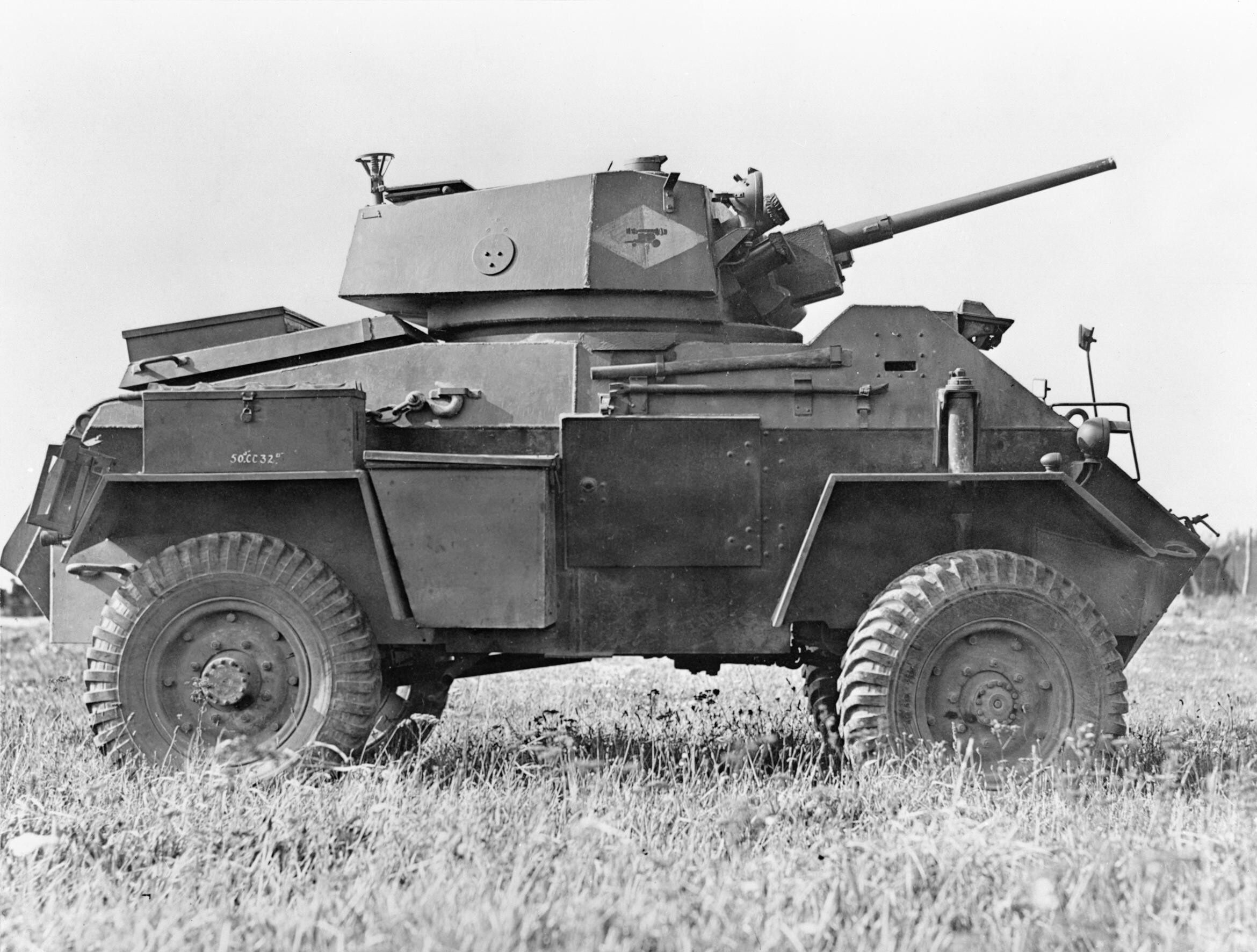
مصفحة هامبر
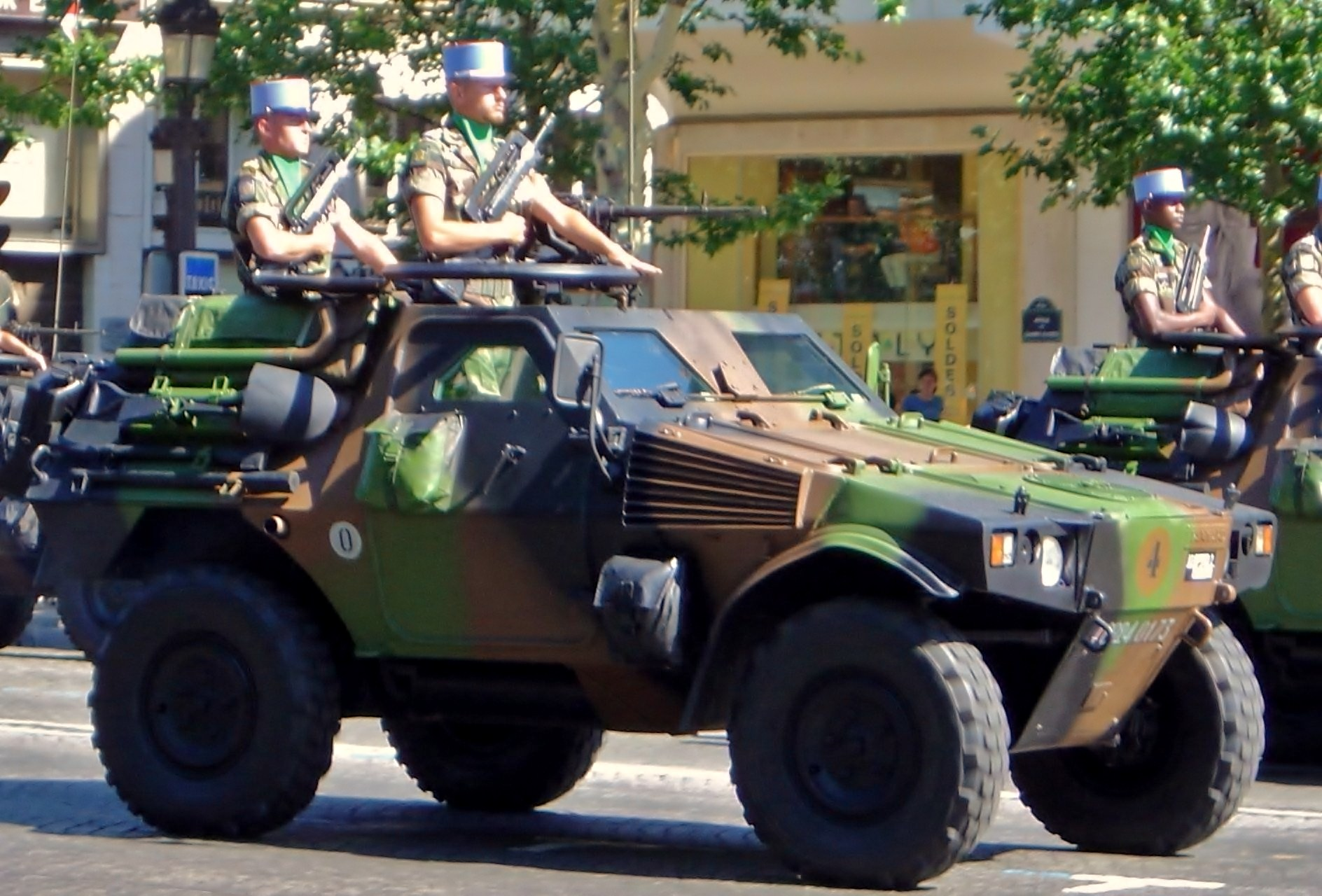
مصفحة فرنسية
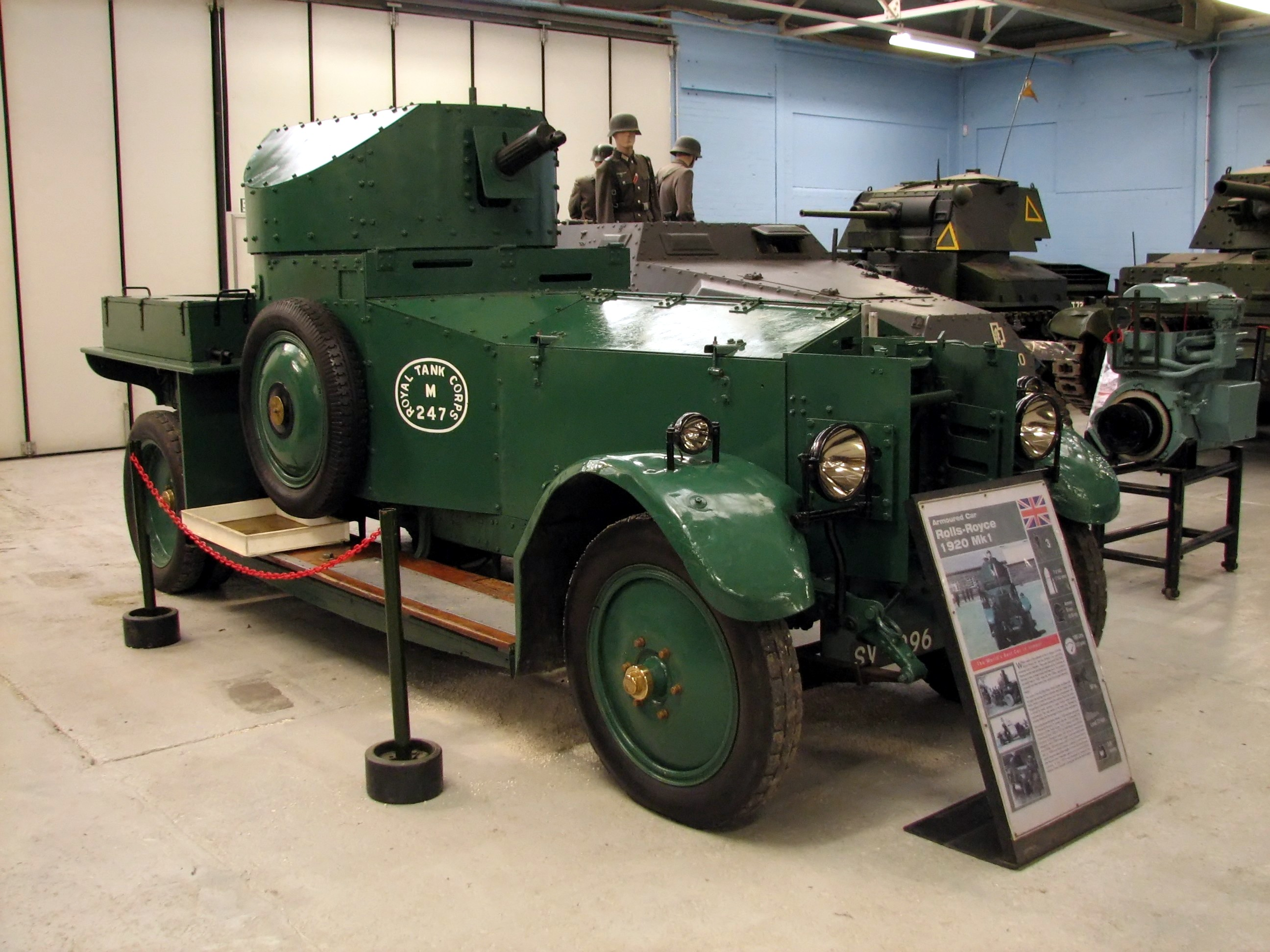
مصفحة رولز رايز
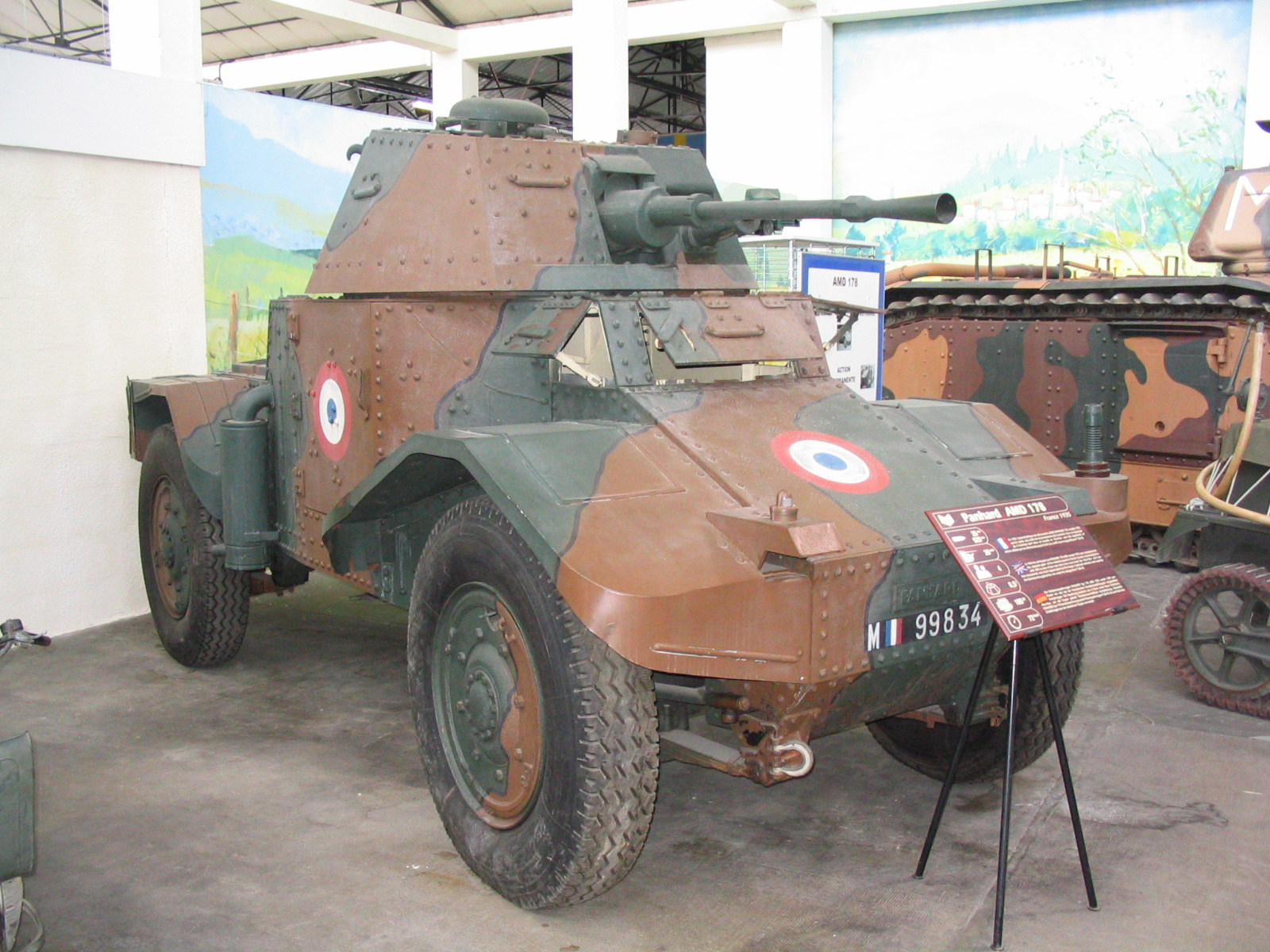
مصفحة بانهارد 178
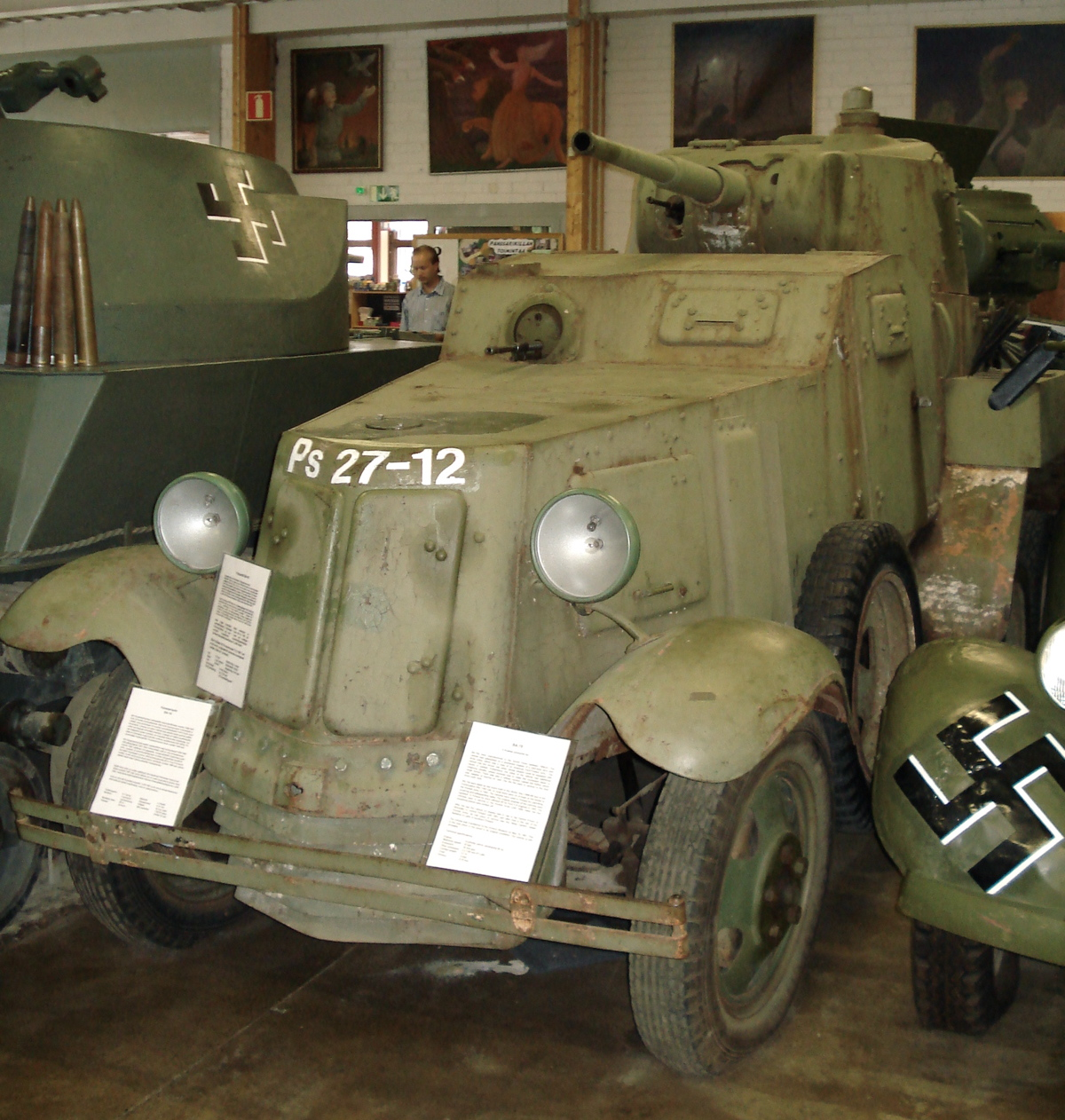
مصفحة سوفييتية BA-10
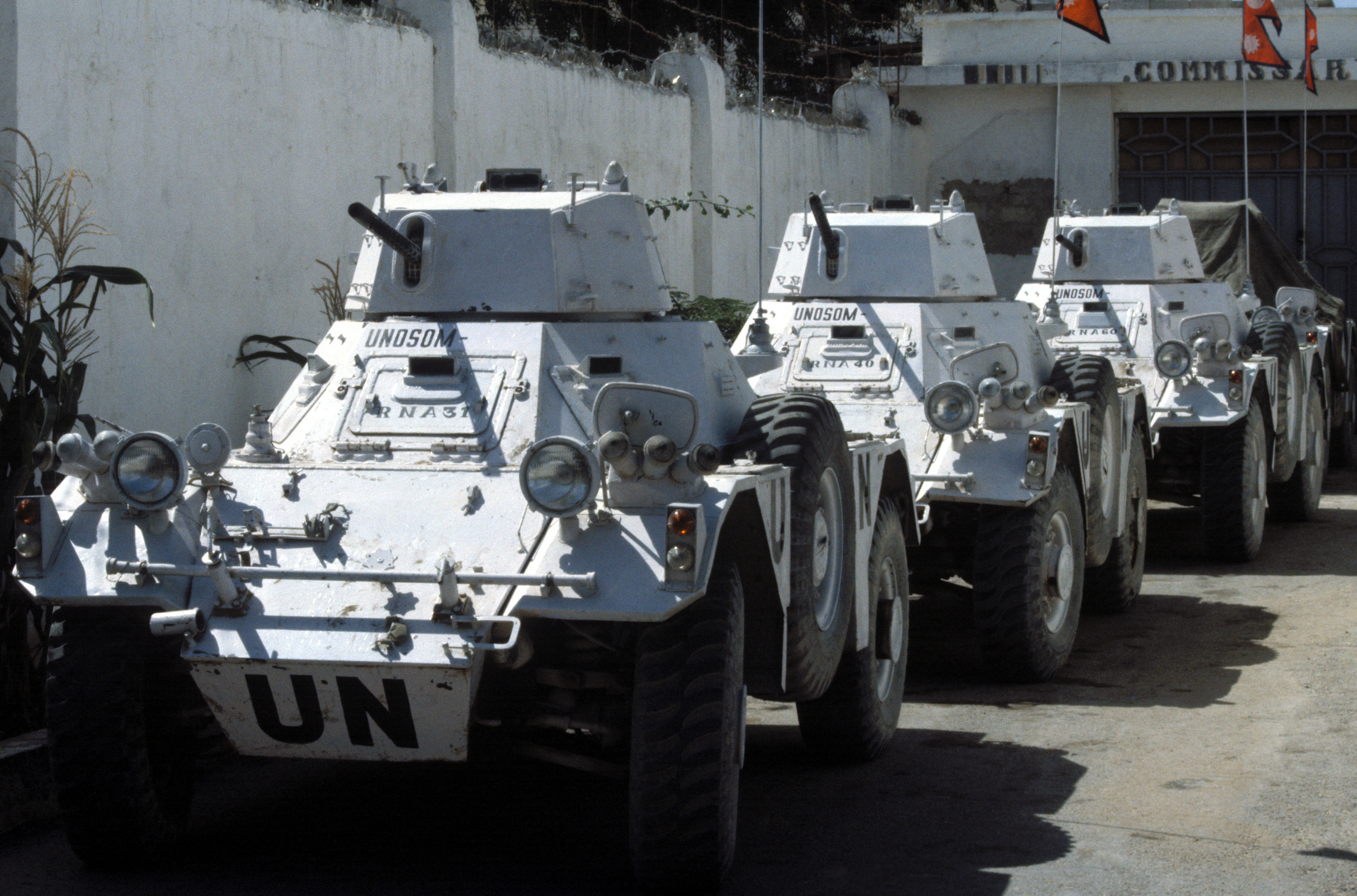
مصفحات فيريت
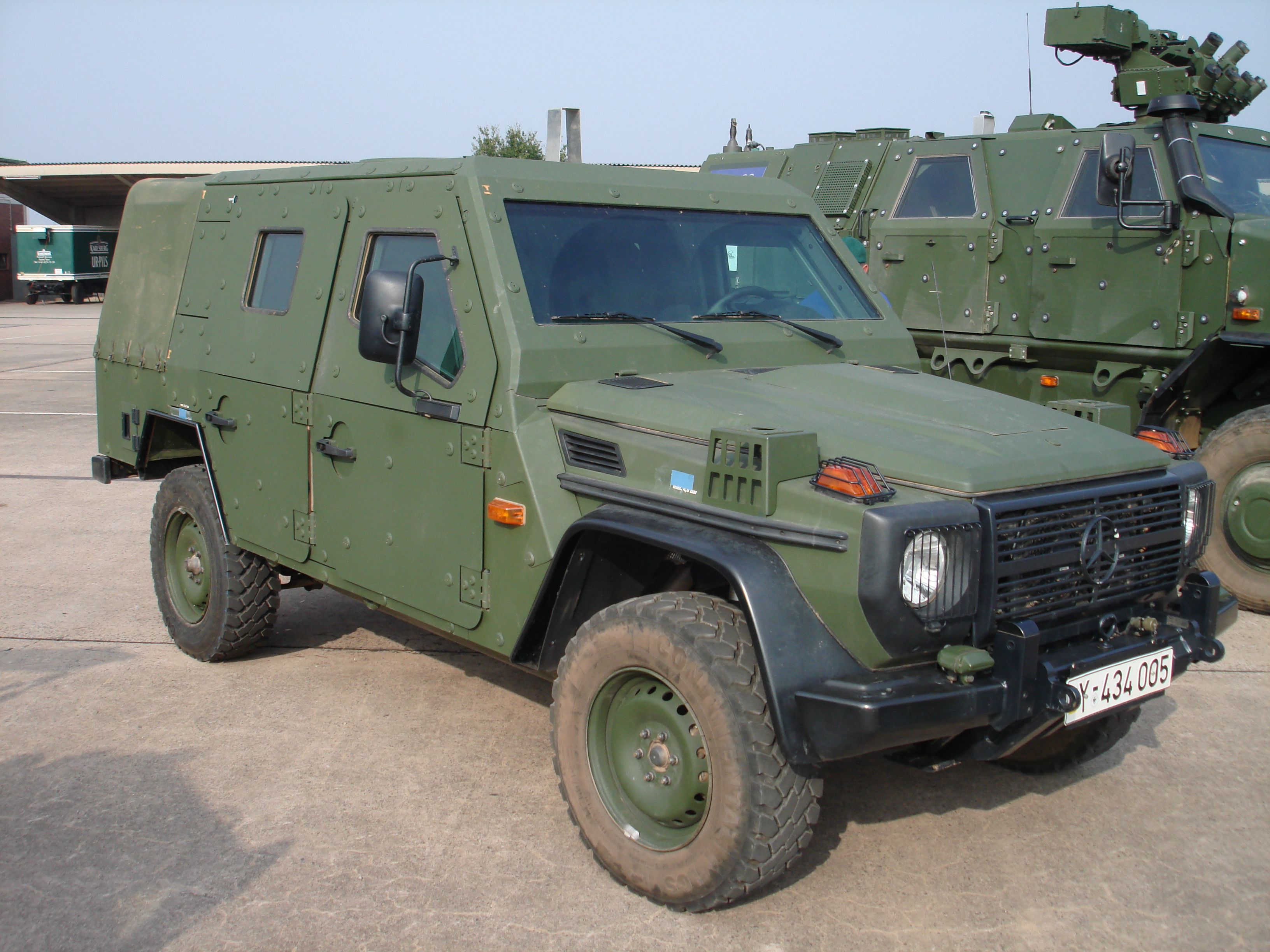
LAPV Enok
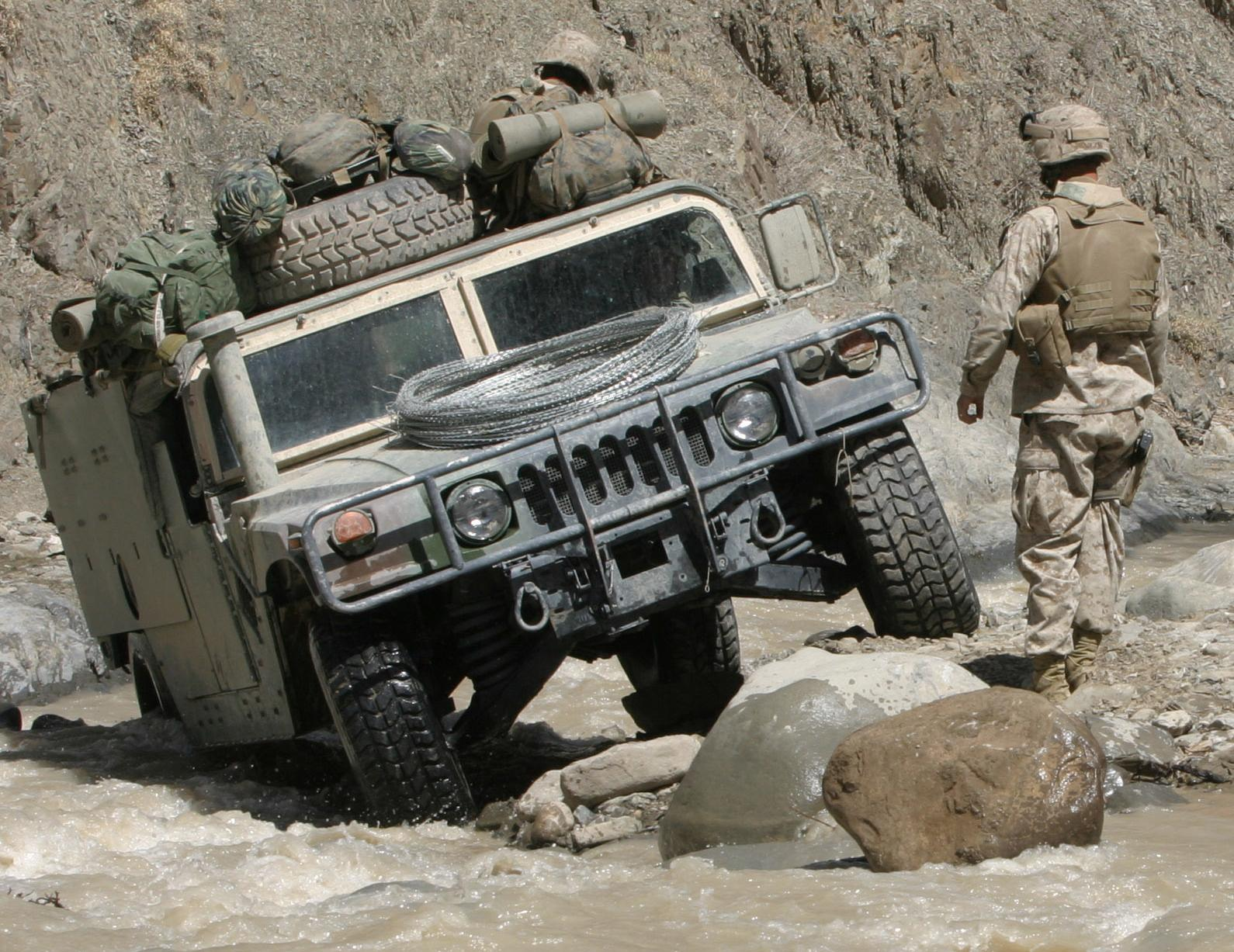
هامفي
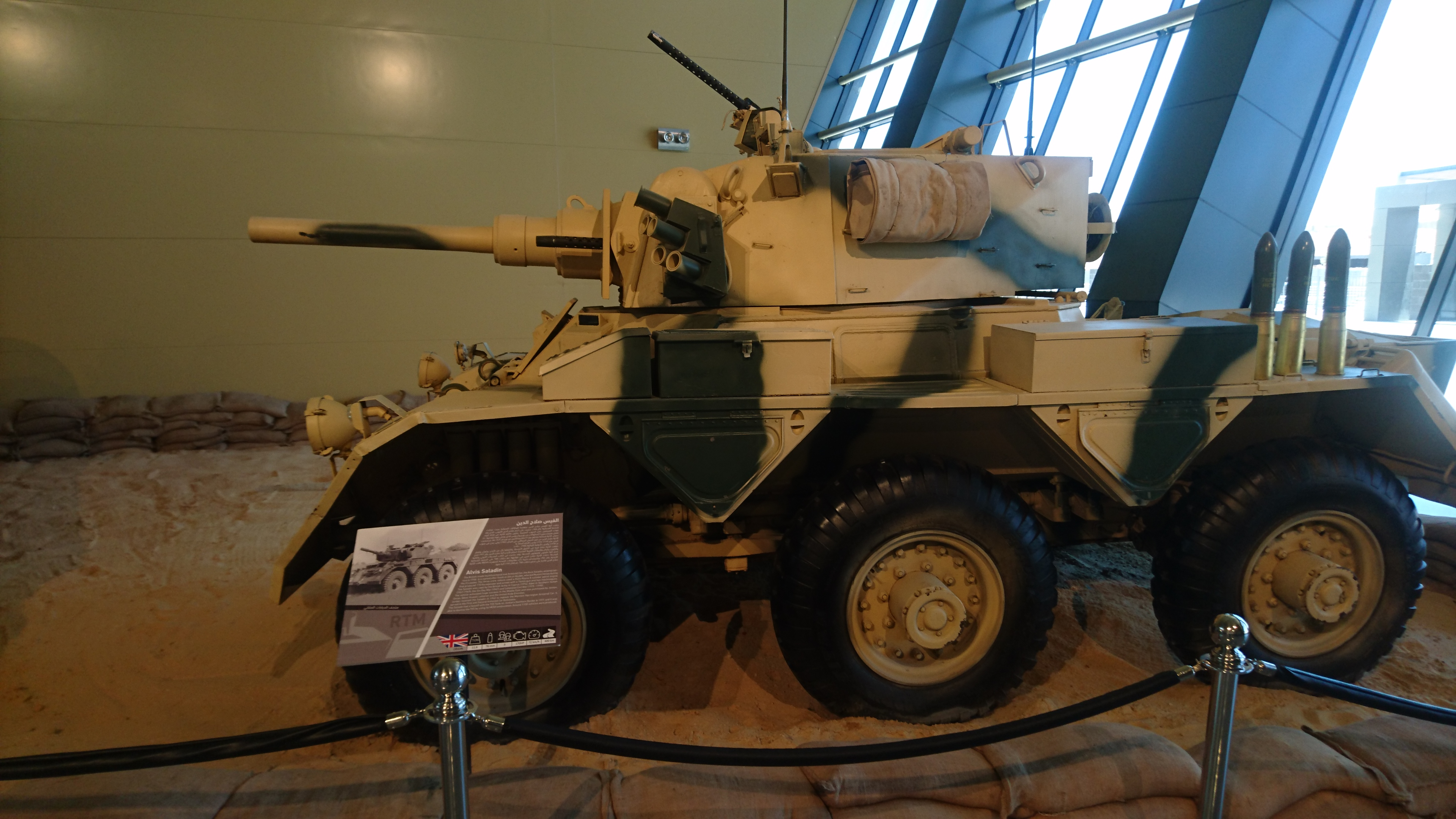
ألفيس صلاح الدين
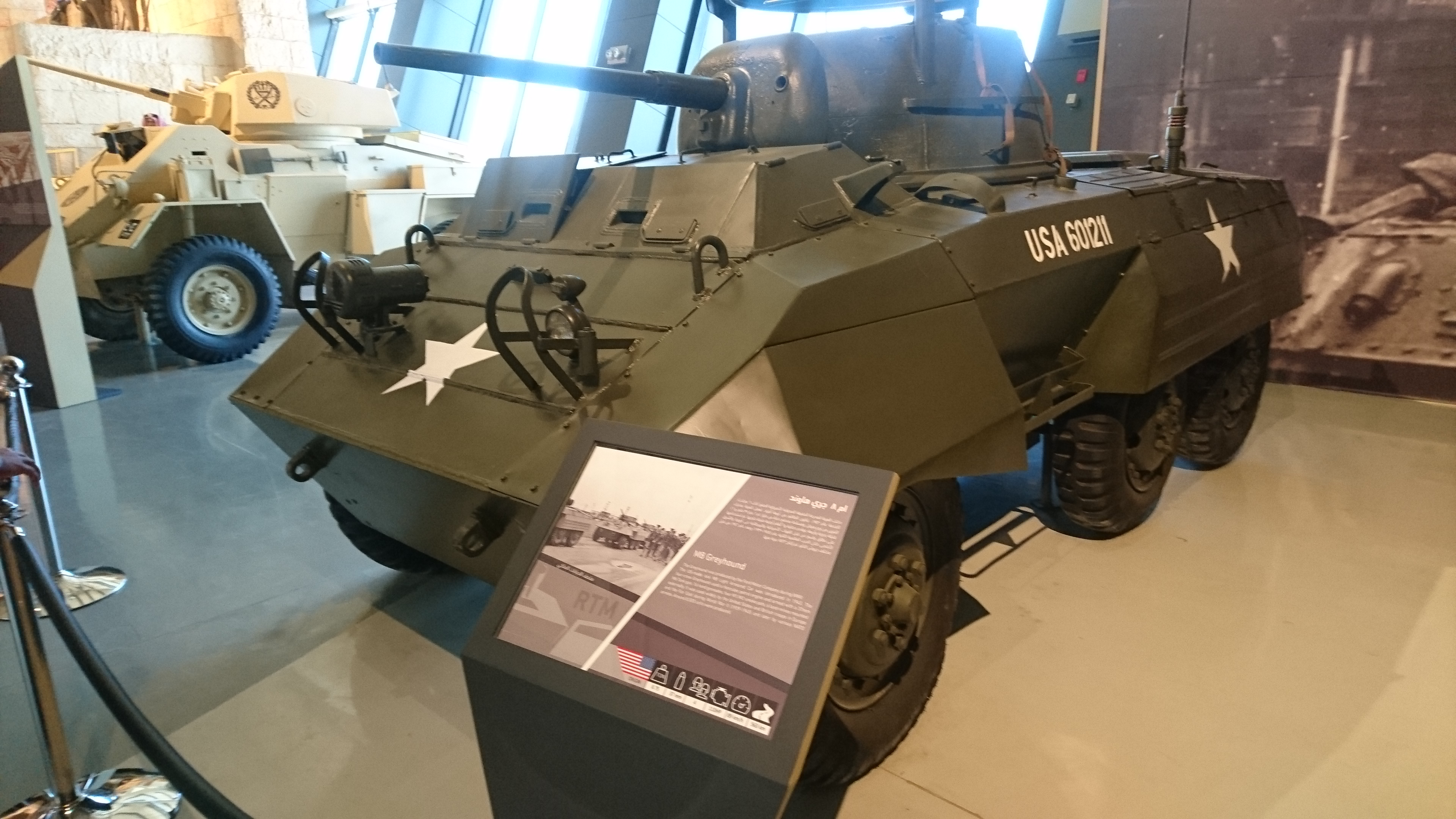
إم 8 غريهاوند
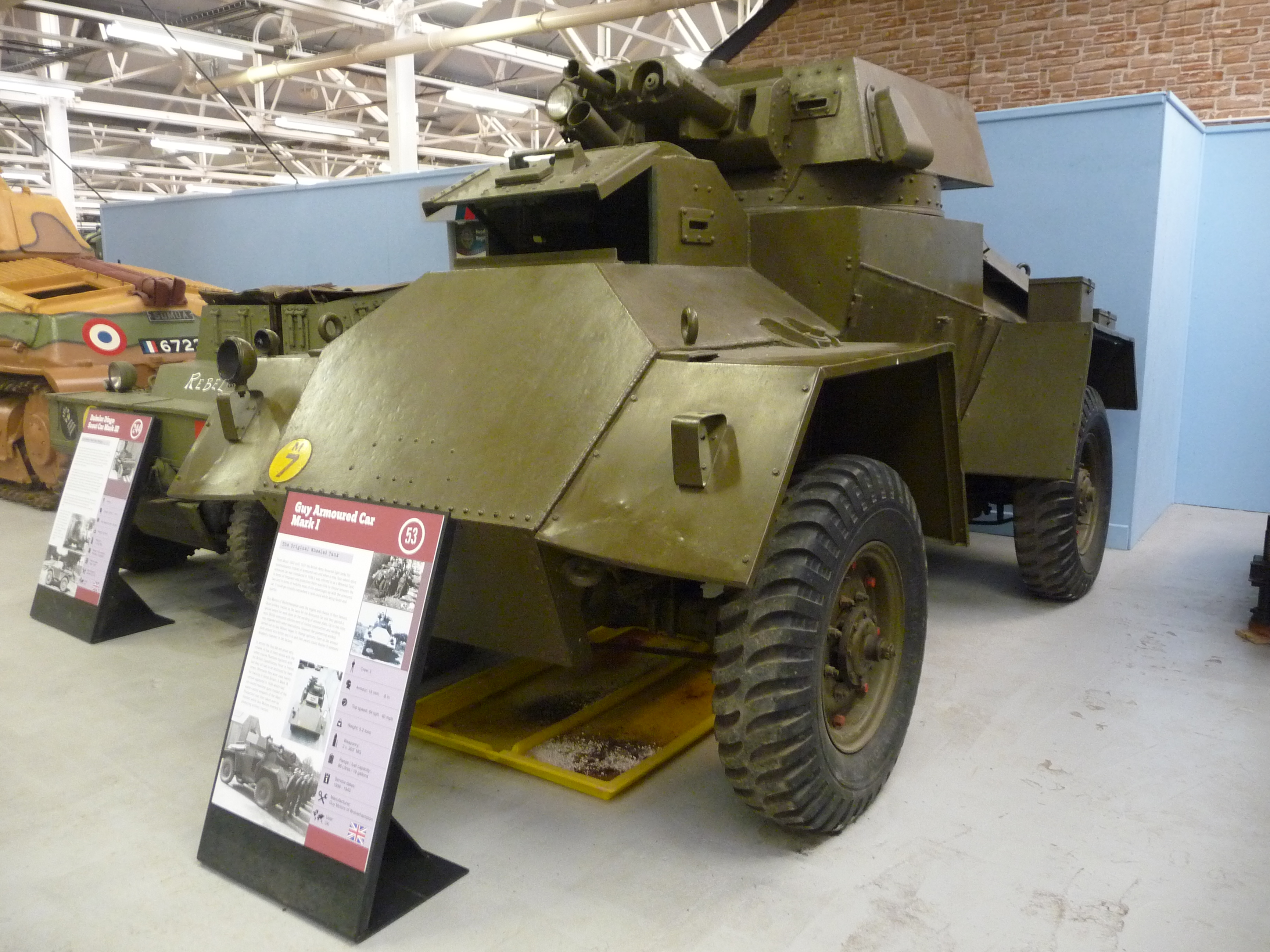
مصفحة غاي